# 김현민 (수학자)
김현민(金鉉珉, 1966년 3월 20일~)은 대한민국의 수학자이다. 부산대학교 교수이며, 대한수학회 부회장을 및 영남수학회 부회장을 역임했으며 국가수리과학연구소의 제6대 회장이다.